# 全动飞行模拟机

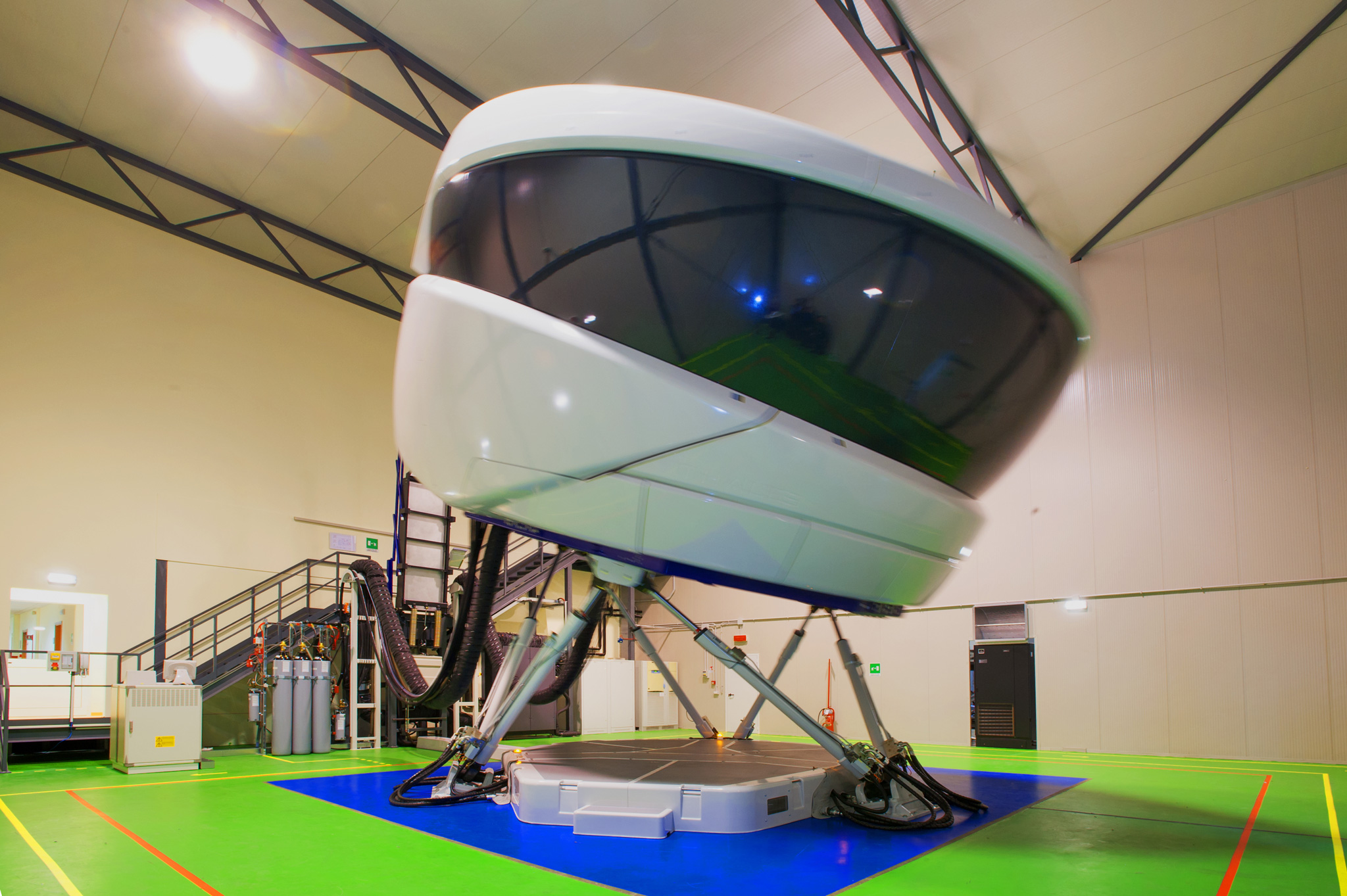
Sukhoi SuperJet全动飞行模拟机

全飞行模拟器（ FFS ）是国家（民用）航空当局（NAA）对技术水平高的飞行模拟器使用的术语。此类机构包括美国联邦航空管理局(FAA) 和欧洲航空安全局(EASA)。
目前有四个级别的全飞行模拟机，从A级到D级，D级是最高标准，并且有资格在从一种客机类型转换到另一种客机类型时进行民用飞行员零飞行时间（ZFT）培训。在 2012 年，由于英国皇家航空学会飞行模拟组 (RAeS FSG) 主持的国际工作组的工作，这些 FFS 级别发生变化，该工作组将以前的 27 种飞行训练设备合理化为 7 种国际类别。这项工作已被国际民航组织接受，并根据国际民航组织文件 9625 第 3 期出版。新的 7 型全飞行模拟器是旧的 D 级模拟器，在许多领域进行了改进，包括运动、视觉和空中交通模拟。
D 级或7 型模拟器模拟所有可从驾驶舱进入且对训练至关重要的飞机系统。例如，通过称为“控制加载（Control loading system）”的模拟器系统为飞行员的飞行控制提供精确的力反馈，还模拟了其他系统，如航空电子设备、通信和“玻璃驾驶舱”显示器。